# Willian Pacho
Pour les articles homonymes, voir Pacho.
Willian Pacho, né le 16 octobre 2001 à Quinindé en Équateur, est un footballeur international équatorien qui évolue au poste de défenseur central au Paris Saint-Germain.

## Biographie

### Formation et débuts en Équateur
Né à Quinindé, Pacho grandit dans cette province d'Esmeraldas, au nord-ouest du pays, gangrenée par la misère et la criminalité. Il commence le football au club d'Hurucan de Quinindé,.
Formé à l’Independiente del Valle, la génération de Pacho remporte la Copa Libertadores U20 en 2020. Une blessure à l’épaule l’éloigne des terrains plusieurs mois en 2021.

### Arrivée en Europe
Le 28 janvier 2022, contre six millions d'euros, Pacho signe un contrat de cinq ans avec le club belge du Royal Antwerp FC. Rapidement, il forme l’une des meilleures charnières du championnat belge avec Toby Alderweireld, permettant au club anversois de réaliser un historique doublé championnat-coupe.

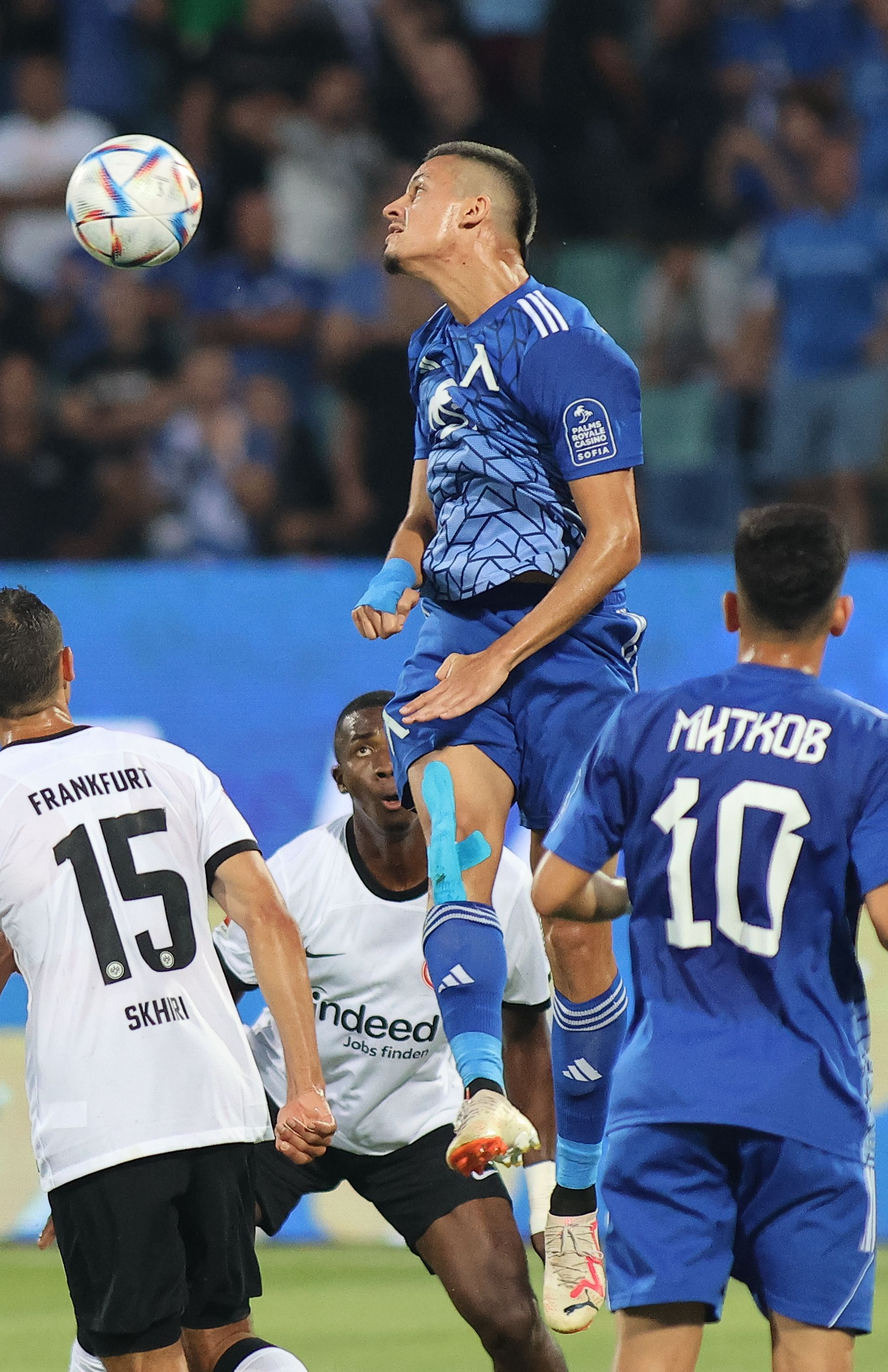
Pacho (en bas) en août 2023 avec Francfort.

Le 30 mars 2023, l'Eintracht Francfort annonce la venue de l'Équatorien à compter du 1er juillet 2023. Le transfert est évalué à un peu plus de 10 millions d’euros. Son contrat s'étend jusqu'en 2028. Venu pour succéder à Evan Ndicka, le défenseur central équatorien de 22 ans le fait oublier en quelques semaines,. L'entraîneur Dino Toppmöller en fait l’un de ses cadres dès son arrivée, malgré des changements de système entre une défense à 3 et à 4. Pacho ne manque qu’une seule rencontre au cours de la saison, suspendu pour accumulation de cartons jaunes, et est l’élément le plus utilisé de l'effectif, devant même le gardien titulaire Kevin Trapp. Son nom est associé à plusieurs cadors européens au printemps 2024 comme Liverpool Arsenal ou encore Newcastle. 
Paris Saint-Germain
Le 9 août 2024, le Paris Saint-Germain annonce le recrutement de Willian Pacho jusqu'en 2029 pour un montant de 45 millions d'euros, bonus compris, le plaçant parmi les défenseurs les plus chers de l'histoire du club. Parmi les deux ou trois joueurs les plus utilisés par Luis Enrique, mi-mars 2025, il n'a manqué qu'un seul match mi-septembre à cause d'un long voyage pour rejoindre sa sélection (39 apparitions, 34 titularisations). Pacho évolue en binôme avec Marquinhos en défense centrale notamment en Ligue des champions. Le 31 mai 2025 , il remporte la Ligue des champions de l'UEFA contre le FC Internazionale Milano sur le score de 5-0 et devient ainsi le premier Équatorien de l'histoire à obtenir ce trophée.

### En équipe nationale
Willian Pacho (né en 2001) fait partie d'une génération décrite comme l’une des plus belles de l’histoire de la sélection équatorienne, en partie formée dans le même club de l'Independiente del Valle, avec Moisés Caicedo (2001), Piero Hincapié (2002), Kendry Páez (2007) ou encore Jeremy Sarmiento (2002). 
Le 14 novembre 2022, il est sélectionné par Gustavo Alfaro pour participer à la Coupe du monde 2022, où il ne dispute aucune minute,. Éliminé au premier tour avec 4 points, l’Équateur surprend tout de même avec son équipe rajeunie.
À l'été 2024, la Tri atteint les quarts de finale de la Copa América, perdu aux tirs-au-but contre l'Argentine,. Pacho dispute toutes les rencontres,.

## Style de jeu
Doté d’un physique puissant et pouvant s’appuyer sur une bonne relance avec son pied gauche, Pacho est décrit comme un joueur physique, rugueux et difficile à affronter dans les un contre un.
À l'été 2024, Loïc Woos, journaliste indépendant pour Walfoot.be le décrit : « ces dernières années, il a fait partie des très rares défenseurs qui étaient forts aussi bien défensivement qu’avec le ballon. En Belgique, c’est généralement l’un ou l’autre. Mais Pacho a une excellente lecture et compréhension du jeu. Il est très propre dans ses interventions, à la relance ».
Le directeur sportif de l'Eintracht Francfort, Markus Krösche le décrit à la même époque : « Willian est un joueur intelligent, il est très à l’écoute. Il possède cette faculté à mettre les choses en place très rapidement. Il a aussi beaucoup de qualités sur le plan athlétique en se servant de son corps avec rigueur et malice ».

## Statistiques

### Par saison en club
| Saison                | Club                    | Championnat           | Championnat | Championnat | Championnat | Coupe(s) nationale(s) | Coupe(s) nationale(s) | Coupe(s) nationale(s) | Supercoupe | Supercoupe | Supercoupe | Compétition(s) continentale(s) | Compétition(s) continentale(s) | Compétition(s) continentale(s) | Compétition(s) continentale(s) | Coupe du monde des clubs | Coupe du monde des clubs | Coupe du monde des clubs | Supercoupe de l'UEFA | Supercoupe de l'UEFA | Supercoupe de l'UEFA | Total | Total | Total |
| Saison                | Club                    | Division              | M.          | B.          | P.d.        | M.                    | B.                    | P.d.                  | M.         | B.         | P.d.       | Comp.                          | M.                             | B.                             | P.d.                           | M.                       | B.                       | P.d.                     | M.                   | B.                   | P.d.                 | M.    | B.    | P.d.  |
| 2019                  | Independiente del Valle | Série A               | 1           | 0           | 0           | -                     | -                     | -                     | -          | -          | -          | -                              | -                              | -                              | -                              | -                        | -                        | -                        | -                    | -                    | -                    | 1     | 0     | 0     |
| 2020                  | Independiente del Valle | Série A               | 8           | 0           | 0           | -                     | -                     | -                     | -          | -          | -          | CL                             | 1                              | 0                              | 0                              | -                        | -                        | -                        | -                    | -                    | -                    | 9     | 0     | 0     |
| 2021                  | Independiente del Valle | Série A               | 17          | 0           | 0           | -                     | -                     | -                     | 1          | 0          | 0          | CL+CS                          | 10+2                           | 0                              | 0                              | -                        | -                        | -                        | -                    | -                    | -                    | 30    | 0     | 0     |
| Sous-total            | Sous-total              | Sous-total            | 26          | 0           | 0           | -                     | -                     | -                     | 1          | 0          | 0          | -                              | 13                             | 0                              | 0                              | -                        | -                        | -                        | -                    | -                    | -                    | 40    | 0     | 0     |
| 2021-2022             | Royal Antwerp           | JPL                   | 3           | 0           | 0           | -                     | -                     | -                     | -          | -          | -          | -                              | -                              | -                              | -                              | -                        | -                        | -                        | -                    | -                    | -                    | 3     | 0     | 0     |
| 2022-2023             | Royal Antwerp           | JPL                   | 33+6        | 0           | 1           | 6                     | 0                     | 0                     | -          | -          | -          | C4                             | 5                              | 0                              | 0                              | -                        | -                        | -                        | -                    | -                    | -                    | 50    | 0     | 1     |
| Sous-total            | Sous-total              | Sous-total            | 42          | 0           | 1           | 6                     | 0                     | 0                     | -          | -          | -          | -                              | 5                              | 0                              | 0                              | -                        | -                        | -                        | -                    | -                    | -                    | 53    | 0     | 1     |
| 2023-2024             | Eintracht Francfort     | Bundesliga            | 33          | 0           | 2           | 3                     | 0                     | 0                     | -          | -          | -          | C4                             | 8                              | 0                              | 0                              | -                        | -                        | -                        | -                    | -                    | -                    | 44    | 0     | 2     |
| 2024-2025             | Paris Saint-Germain     | Ligue 1               | 28          | 0           | 1           | 6                     | 0                     | 1                     | 1          | 0          | 0          | C1                             | 17                             | 0                              | 0                              | 5                        | 0                        | 0                        | -                    | -                    | -                    | 57    | 0     | 2     |
| 2025-2026             | Paris Saint-Germain     | Ligue 1               | 0           | 0           | 0           | -                     | -                     | -                     | -          | -          | -          | C1                             | -                              | -                              | -                              | -                        | -                        | -                        | 1                    | 0                    | 0                    | 1     | 0     | 0     |
| Sous-total            | Sous-total              | Sous-total            | 28          | 0           | 1           | 6                     | 0                     | 1                     | 1          | 0          | 0          | -                              | 17                             | 0                              | 0                              | 5                        | 0                        | 0                        | 1                    | 0                    | 0                    | 58    | 0     | 2     |
| Total sur la carrière | Total sur la carrière   | Total sur la carrière | 129         | 0           | 4           | 15                    | 0                     | 1                     | 2          | 0          | 0          | -                              | 43                             | 0                              | 0                              | 5                        | 0                        | 0                        | 1                    | 0                    | 0                    | 195   | 0     | 5     |

## Parcours et carrière
Formé à l’Independiente del Valle en Équateur, Willian Pacho remporte la Copa Libertadores U20 en 2020, puis devient champion d’Équateur en 2021 avec l’équipe première.
Il rejoint le Royal Antwerp FC en janvier 2022, pour un montant estimé à six millions d’euros. Lors de la saison 2022-2023, il s’impose comme titulaire et contribue activement à un doublé historique, en remportant à la fois le championnat de Belgique et la coupe nationale.
Ses performances attirent l’attention de clubs européens de premier plan, et il est recruté par l’Eintracht Francfort à l’été 2023 pour environ dix millions d’euros. Il signe un contrat jusqu’en 2028 et devient rapidement un élément clé de la défense allemande.
À l’été 2024, Pacho rejoint le Paris Saint-Germain pour un montant estimé à 45 millions d’euros (bonus compris). Il participe à la conquête d’un quadruplé historique avec le club parisien : championnat de France, Coupe de France, Trophée des champions et surtout Ligue des champions 2025.

### En sélection nationale
| Saison                | Sélection             | Phases finales        | Phases finales | Phases finales | Phases finales | Éliminatoires CDM | Éliminatoires CDM | Éliminatoires CDM | Matchs amicaux | Matchs amicaux | Matchs amicaux | Total | Total | Total |
| Saison                | Sélection             | Compétition           | M              | B              | Pd             | M                 | B                 | Pd                | M              | B              | Pd             | M     | B     | Pd    |
| --------------------- | --------------------- | --------------------- | -------------- | -------------- | -------------- | ----------------- | ----------------- | ----------------- | -------------- | -------------- | -------------- | ----- | ----- | ----- |
| 2022-2023             | Équateur              | Coupe du monde 2022   | 0              | -              | -              | -                 | -                 | -                 | 3              | 2              | -              | 3     | 2     | 0     |
| 2023-2024             | Équateur              | Copa América 2024     | 4              | -              | -              | 6                 | -                 | -                 | 3              | -              | -              | 13    | 0     | 0     |
| 2024-2025             | Équateur              | -                     | -              | -              | -              | 8                 | -                 | -                 | -              | -              | -              | 8     | 0     | 0     |
| Total sur la carrière | Total sur la carrière | Total sur la carrière | 4              | 0              | 0              | 14                | 0                 | 0                 | 6              | 2              | 0              | 24    | 2     | 0     |

## Palmarès
En Belgique, au club d’Anvers, Pacho réalise un historique doublé Championnat / Coupe.
| Independiente del Valle (1)                      | Royal Antwerp FC (2)                                                                           | Paris Saint-Germain (5) |
| ------------------------------------------------ | ---------------------------------------------------------------------------------------------- | --- |
| - Championnat d'Équateur (1) : - Champion : 2021 | - Championnat de Belgique (1) : - Champion : 2023 - Coupe de Belgique (1) : - Vainqueur : 2023 | - Ligue des champions (1) : - Vainqueur : 2025 - Supercoupe de l'UEFA (1) : - Vainqueur : 2025 - Championnat de France (1) : - Champion : 2025 - Coupe de France (1) : - Vainqueur : 2025 - Trophée des champions (1) : - Vainqueur : 2024 - Coupe du monde des clubs : - Finaliste : 2025 |

### Distinction personnelle
- Membre de l'équipe de la saison du Championnat de France en 2025 (Trophées UNFP).
- Élu meilleur surprise de la saison 2025 [15]